# Thomasschollen
Das Naturschutzgebiet Thomasschollen liegt auf dem Gebiet der Gemeinden Meißenheim und Schwanau im Ortenaukreis in Baden-Württemberg.
Das Gebiet erstreckt sich westlich des Kernortes Meißenheim. Unweit westlich fließt der Rhein und verläuft die Staatsgrenze zu Frankreich. Östlich verläuft die Landesstraße L 104.

## Bedeutung
Für Meißenheim und Schwanau ist seit dem 5. Februar 1996 ein 219,5 ha großes Gebiet unter der Kenn-Nummer 3.217 als Naturschutzgebiet ausgewiesen. Es handelt sich um „für die Rheinaue typische Gewässer, Uferzonen, Halbtrockenrasen und Wälder.“ Es ist ein „naturhafter Landschaftsteil von besonderer Eigenart und Schönheit“ und „Studienobjekt für die Wissenschaft.“ Es handelt sich um „gebietsspezifische natürliche Lebensgemeinschaften. Dem Schutzzweck entspricht auch die Wiederherstellung auetypischer Standortverhältnisse und die Zulassung auetypischer Entwicklungen.“